# Georg Friedrich Kolb
Pour les articles homonymes, voir Kolb.
Georg Friedrich Kolb (né le 14 septembre 1808 à Spire et mort le 15 mai 1884 à Munich) est un éditeur, publiciste et homme politique bavarois.

## Biographie
Kolb est le fils de Jakob Christian Kolb et Karoline Christine, née Prior, et étudie à l'école primaire et Progymnasium à Spire. À l'âge de 14 ans, il rejoint la société d'impression de livres de son père à Spire. Après la mort de son père en 1827, il prend la relève et travaille désormais comme publiciste et éditeur, notamment dans le Neue Speyerer Zeitung et comme auteur du Rotteck-Welcker Staatslexiscon. Il est arrêté pour la première fois en 1832 sur la base de ses articles, mais est finalement acquitté des accusations.
Kolb est un homme politique libéral de premier plan et est membre d'une fraternité. Entre autres choses, il participe à la fête de Hambach en 1832 et est invité à la conférence de Heppenheim en 1847, bien qu'il n'y assiste pas. En 1838, il est élu le plus jeune membre du conseil municipal de Spire et en 1848, il est élu maire. Il est délégué au pré-parlement, président de la commission électorale du Comité des cinquante et représente à partir du 18 mai 1848 au 18 juin 1849 Spre au Parlement de Francfort. Là, il représente les positions démocratiques et la solution grande-allemande. De 1848 jusqu'à sa démission le 20 novembre 1853, il est également membre de la Chambre des députés bavaroise.
En 1849, il est cosignataire d'un appel pour la campagne de constitution impériale. Emprisonné à Deux-Ponts pendant plusieurs mois le 3 juillet 1849 pour délits de séduction de troupes et délits d'assistance aux autorités illégales. Le 3 janvier 1850 il est acquitté de tous les chefs d'accusation par la cour d'appel du Palatinat. En 1853, il doit fuir à Zurich, où il passe six ans en exil avec sa famille. Kolb publie également des travaux scientifiques, vers 1857 le manuel de statistiques comparatives ou des travaux sur Kaspar Hauser . En raison de son travail statistique, il est délégué suisse à un congrès statistique à Londres en 1860 et est élu membre honoraire du Conseil de l'Université de Kharkov en 1864. En 1869, il devient un membre extraordinaire de la Commission centrale de statistique de Bavière.
À partir de 1859, il travaille pour la Frankfurter Zeitung, dont il est le rédacteur politique à partir de 1864. En 1866, il abandonne cette activité après que le journal est occupé et scellé par les troupes prussiennes, mais continue à écrire pour le journal.
De 1863 au 7 février 1872, il est de nouveau membre du parlement de l'État de Bavière. De 1868 à 1869, il est membre non inscrit du Zollparlament, au sein duquel des députés sud-allemands discutent du développement économique de l'Union douanière avec les représentants du Reichstag de la Confédération de l'Allemagne du Nord.
Il passe les dernières années de sa vie à Munich.